# М-1 (двигатель)
М-1 (РБВЗ-6) — русский советский авиационный поршневой двигатель конструкции В. В. Киреева. Производство мотора было освоено ещё в Российской империи и продолжалось в первые годы советской власти. Этот тип двигателя считается первым советским авиамотором. Всего было изготовлено не менее 45 двигателей.

## История создания двигателя
В 1914 году председатель правления Русско-Балтийского завода объявил конкурс на создание авиационного двигателя для самолёта «Илья Муромец». Новый двигатель должен был заменить немецкий мотор «Аргус», который прекратил поступать в связи с начавшейся Первой мировой войной. В конкурсе участвовали две группы конструкторов. Инженер В. В. Киреев руководил первой группой, находившейся в Риге на Русско-Балтийском заводе. И. И. Сикорский возглавлял вторую группу, которая находилась в Петрограде на Механическом заводе РБВЗ.
Мотор И. И. Сикорского копировал «Аргус» в 140 л.с. Двигатель В. В. Киреева основывался на конструкции мотора «Бенц» в 150 л.с. Мотор Киреева признали лучшим и стали готовить его серийное производство в Риге. Успели построить пять опытных экземпляров. В связи с угрозой захвата немцами Риги Русско-Балтийский завод был эвакуирован из Риги в Петроград. Там в 1916 сделали опытную партию из пяти двигателей, а затем стали изготавливать двигатель серийно. Всего в Петрограде изготовили 45 двигателей РБВЗ-6. По некоторым данным двигателей РБВЗ-6 было заказано 300 штук, и в Петрограде продолжали собирать их до марта 1918 года.

## Обозначение «М-1»
В 1921 году УВВФ совместно с Главкоавиа ввёл новую систему обозначений авиационных двигателей. Она складывалась из буквы «М» («мотор») и порядкового номера. Первые номера получили двигатели, уже находившиеся в эксплуатации: РБВЗ-6, «Рон-120» («Рон J»), «Рено-220» стали именоваться соответственно «М-1», «М-2», «М-3».

## Конструкция
Двигатель был двухтактным шестицилиндровым с водяным охлаждением, цилиндры располагались в ряд. Радиаторы автомобильного типа располагались по его бокам. Винт соединялся напрямую с валом двигателя, редуктор отсутствовал.

## Применение
Двигатели М-1 (РБВЗ-6) устанавливались на самолетах «Илья Муромец» серий «В» и «Г».